# Aéroport de Rochefort - Charente-Maritime
 (février 2018).
Si vous disposez d'ouvrages ou d'articles de référence ou si vous connaissez des sites web de qualité traitant du thème abordé ici, merci de compléter l'article en donnant les références utiles à sa vérifiabilité et en les liant à la section « Notes et références ».
L'aéroport de Rochefort – Charente-Maritime (arrêté du 19 décembre 2011 portant sur le changement de dénomination de l'aérodrome de Rochefort) est un aéroport départemental situé dans le département de la Charente-Maritime, à 14 km de Rochefort, en France situé sur la commune de Saint-Agnant.
Il est géré par le Syndicat mixte des aéroports de La Rochelle île de Ré, Rochefort Charente-Maritime.
Cet aéroport est ouvert à la circulation aérienne publique et son activité est surtout composée d'avions militaires, d'avions de loisirs et d'avions d'affaires.

## Historique
Installée à Rochefort en 1931, l’école des mécaniciens de l’Armée de l’Air avait investi le site du centre aéronaval au nord du fleuve Charente et à l’ouest du centre-ville de Rochefort. Dès le début des années 1960, l’évolution des effectifs et des techniques donnait à l’école un certain aspect vieillissant et désordonné.
Alors qu’en 1969, le ministère de la Défense annonce le départ de l’école pour Évreux, les réactions d'opposition sont unanimes dans le département. Albert Bignon, député du département de la Charente-Maritime, réussit in extremis à faire annuler la décision. L’école resta donc en Charente-Maritime. Il fallait trouver rapidement un nouvel emplacement.
Sans encore avoir choisi le site, l’Armée de l’Air exigeait que soit construite une piste de 1 700 m de long sur 30 m de large sur le même site. En effet, pour la base de l’aéronavale, une seule piste en herbe utilisable de mai à octobre existait.
Après quelques études rapides, le choix du nouvel emplacement s'est porté sur l’emprise où se situe actuellement l’aéroport : sur les communes de Saint-Agnant, Échillais et Soubise.
En mars 1971, Jean Morin, le nouveau maire de Rochefort, s’employait à créer la structure indispensable à la réalisation de la piste et le 29 juin 1973, le conseil municipal prenait la décision de participer à la constitution du Syndicat mixte pour la création et la gestion de l’aérodrome de Rochefort – Saint-Agnant. La ville participerait à 25 % des dépenses de cette réalisation.
Le 23 octobre 1973, sur requête du préfet, le conseil municipal demanda que la piste soit d’une longueur de 2 200 m, acceptant que, dans un premier temps, elle n’ait que 1 800 m de longeur sur 45 m de largeur. Le 4 juillet 1975 le conseil municipal approuva les statuts du syndicat mixte.
Ainsi, quatre années ont été nécessaires entre la pose de la première pierre de la base aérienne 721 et celle de la piste par Pierre Messmer, Premier Ministre.
La piste existante a été mise en service le 10 octobre 1980, avec des caractéristiques différentes : 1 900 m de long sur 30 m de large.
Le 10 octobre 1980, Yvon Bourges, ministre de la Défense, inaugurait l’école, l’une des plus importantes des écoles militaires françaises.
Ce grand chantier a coûté 500 millions de francs de l’époque, soit 2 milliards nouveaux francs soit 300 millions d’euros.
Le premier avion qui s’est posé sur la piste est une Caravelle. La piste permet depuis sa création l’atterrissage et le décollage d’appareils militaires avec une plate-forme aéroportuaire au nord et d’appareils civils avec l’aérogare au sud.
Le 19 avril 1991, l’aéroport accueilla la réception d’un vol charter (Boeing 737) pour l’inauguration de l’usine Malichaud Atlantique.
En 1997, la compagnie Air Atlantique commença à assurer la ligne Rochefort-Paris.
En septembre 1998, l'école pris le nom d'École de formation des sous-officiers de l'Armée de l'air. L'EFSOAA devenait ainsi le principal centre de formation initiale et technique des sous-officiers de l'Armée de l'air, après la fermeture de la base aérienne de Nîmes (1996). Elle est commandée par un officier général, commandant de la place d'armes de Rochefort.

Logo du Syndicat Mixte des Aéroports de La Rochelle et Rochefort.

Le syndicat mixte des aéroports de La Rochelle - Île de Ré et Rochefort - Charente-Maritime a été créé le 1er janvier 2019 afin de se substituer à la Chambre de commerce et d’industrie de Charente-Maritime, propriétaire de l’aéroport de La Rochelle - Île de Ré et qui n’était plus en mesure d’assumer seule l’exploitation de cet équipement en raison d’une accumulation de déficits. Dorénavant, le département de la Charente-Maritime et la Communauté d'Agglomération de La Rochelle participent chacun à hauteur de 32,5%, la région Nouvelle-Aquitaine à hauteur de 25% et la Communauté de communes rétaise (île de Ré) et la Chambre de Commerce de la Rochelle se partagent équitablement les 10% restants. 

En 2003, l’extension de la piste fut réalisée, mesurant maintenant 2 280 m de long par 45 m de large.
Le 21 janvier 2004, la nouvelle piste de l'aéroport accueille pour la première fois un Airbus A300 ZERO-G dont l'intérieur a été réalisé par la société aéronautique de Rochefort : la Sogerma devenu Stelia Aerospace.
L’aéroport a accueilli un meeting de l’Armée de l’air le 26 mai 2002 et le 21 mai 2006. De nombreux appareils, tels que des hélicoptères et des avions de chasse (Mirage 2000, Rafale, Alphajet) et de surveillance aérienne (Awacs), ainsi que des patrouilles internationales, la patrouille de France, les Red Arrows, la patrouille italienne, la patrouille marocaine et la patrouille royale jordanienne, ont effectué des présentations en vol devant plus d'une dizaine de milliers de spectateurs.
Le 30 octobre 2016, l'aéroport accueillait pour la première fois le tout récent A400M Atlas qui repartit le lendemain.

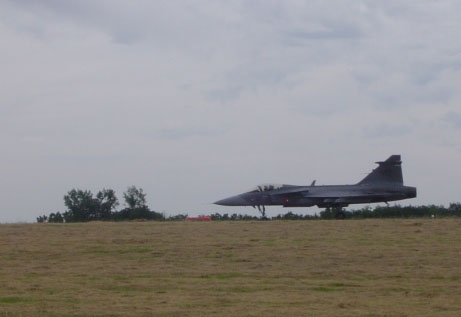
Saab JAS 39 Gripen.
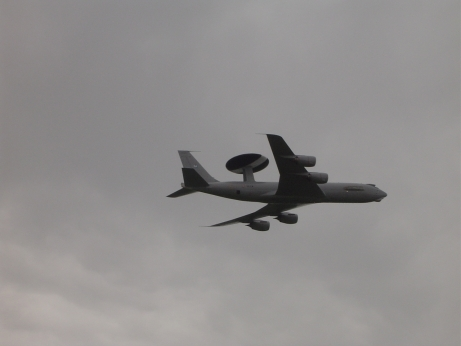
Boeing E-3F SDA.
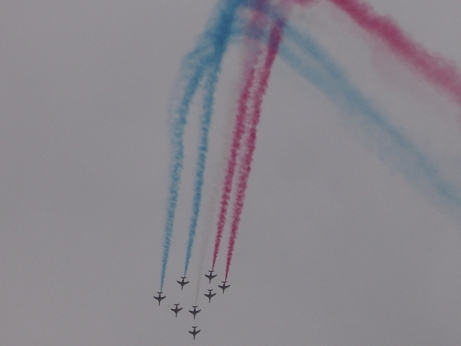
AlphaJet Patrouille de France.

L’aéroport possède trois aéro-clubs, l’Aéroclub Charentais, l'Aéroclub du pays Rochefortais et Héli Charente avec leurs aéronefs : l'avion, l'ULM multiaxe et la formation hélicoptère.
Depuis sa création, aucune ligne commerciale ne dessert l’aéroport sauf pendant une période entre 2004 et 2005, lors de travaux sur la piste de l’aéroport de La Rochelle. Les vols avaient donc été déplacés à l’aéroport de Rochefort.
Depuis 2019, le propriétaire délégant est le département de la Charente-Maritime et la gestion est confiée au syndicat mixte des aéroports La Rochelle-île de Ré et Rochefort. L'aéroport accueille plus de 11 500 mouvements d'avions par an.

## Le futur aéroport incertain
(février 2018).
Les contestations des riverains rochelais, subissant les nuisances sonores, la longueur de la piste, peut-être trop courte pour les  appareils du futur, le développement du grand port maritime de La Rochelle, les impacts sur l’environnement et les coûts de gestion du site aéroportuaire de La Rochelle sont les principaux arguments des tenants du déménagement.
Les opposants avancent l'aspect financier : l'évitement routier de Rochefort par un contournement Est (2x2 voies), le doublement du parking d'automobiles, l'éventuel remplacement de la tour de contrôle. L'aéroport de La Rochelle-Ile de Ré connaît une crise depuis 2008, alors que depuis 2004, la liaison aérienne entre La Rochelle et Paris a été supprimée pour manque de rentabilité en raison du TGV. L'aspect environnemental : la destruction d'un environnement boisé encore préservé à ce jour (Canal de la Charente à la Seudre) par le contournement routier, les risques de collisions avec les oiseaux de la Réserve naturelle nationale de Moëze-Oléron, située à moins de 5 km des pistes, avec une migration hivernale de 60 000 individus, sans compter les nuisances sonores et l'impact sur l'environnement.
En juillet 2007, la chambre régionale des comptes de la région Poitou-Charentes a rendu un avis favorable à la création de cet aéroport départemental.
En 2020, le syndicat mixte de gestion s'oriente plutôt vers l'augmentation des activités industrielles aéronautiques, comme de la maintenance et de la sous-traitance. Le projet prévoit ces activités sur une surface de 30 ha.